# Нижне-Свирский заповедник
Нижне-Сви́рский госуда́рственный приро́дный заповедник — заповедник в Ленинградской области. Территория заповедника отнесена к водно-болотным угодьям международного значения в качестве гнездовых местообитаний и пролётных скоплений водоплавающих птиц.

## История
Нижне-Свирский государственный природный заповедник создан 11 июня 1980 года решением Совета Министров РСФСР.
Раньше здесь был заказник, но учёные разных специальностей комплексными исследованиями обосновали необходимость организации заповедника. В его создании участвовали сотрудники Биологического научно-исследовательского института Ленинградского Университета, Зоологического и Ботанического институтов АН СССР, лаборатории аэрометодов производственного геологического объединения «Аэрогеология» и другие.
Основная причина организации заповедника — необходимость охраны богатой фауны с представителями редких видов уникального водоёма Ладоги, его побережий, окружающих лесов среднетаёжного типа и болот (верховых, низинных и переходных), мест стоянок перелётных птиц на трассе беломоро-балтийского пролётного пути, мест нереста рыб.
Природа этого края значительно пострадала во время Великой Отечественной войны, позже — от стихийных бедствий и многочисленных пожаров, большинство которых возникло по вине людей. Вырубался лес на хозяйственные нужды. Негативно влияли на животный и растительный мир этих мест и беспорядочные посещения туристов, рыболовов, грибников, ягодников.
После создания заповедника возросло количество бобровых поселений, увеличилась численность серых журавлей, а на внутренних озёрах стали встречаться серые гуси, исчезнувшие в 1960-х годах.

## Географические сведения

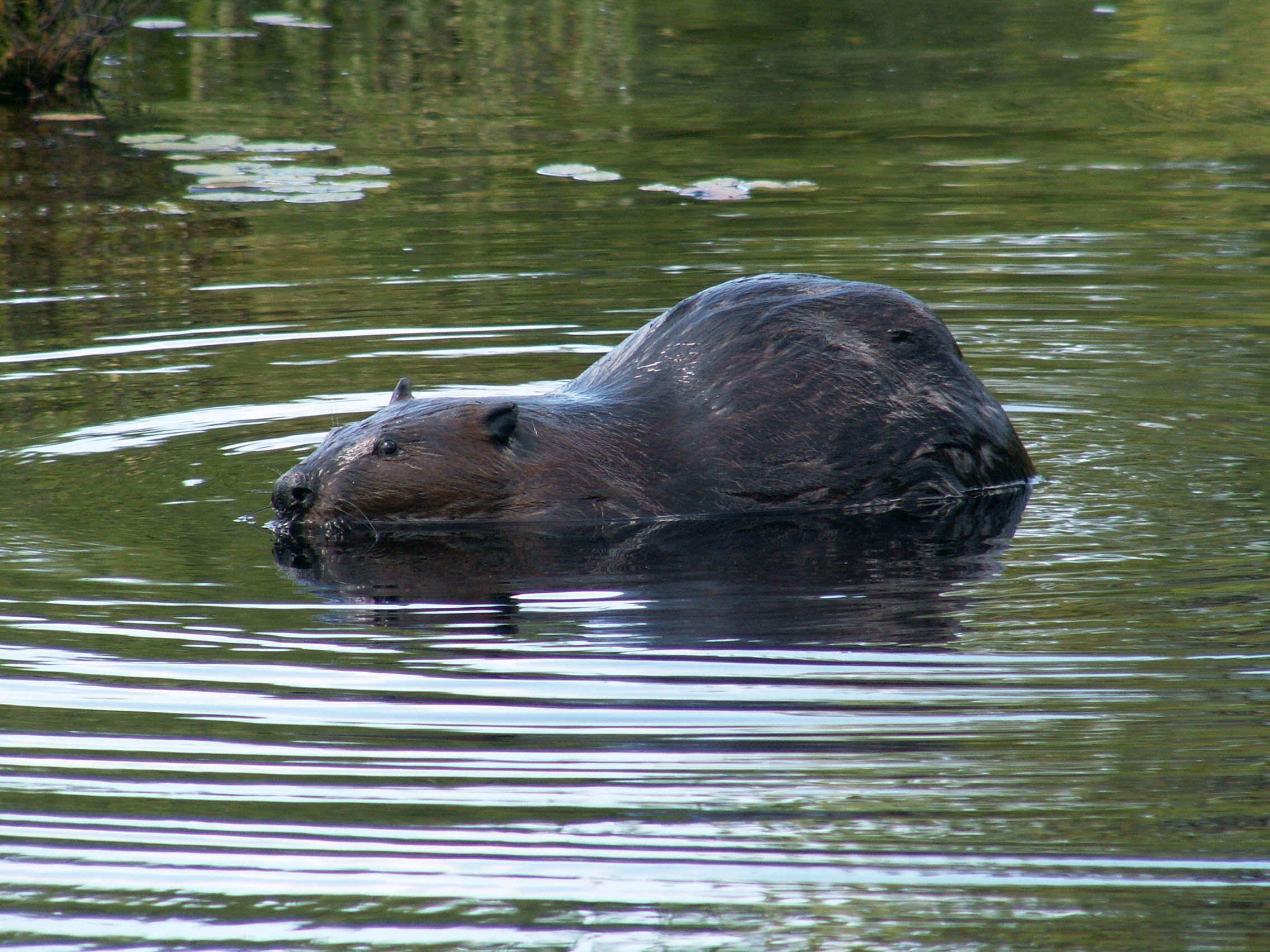
Евразийский бобр

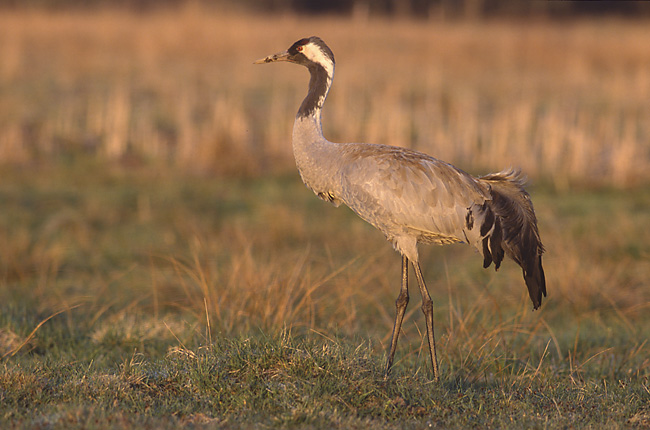
Серый журавль

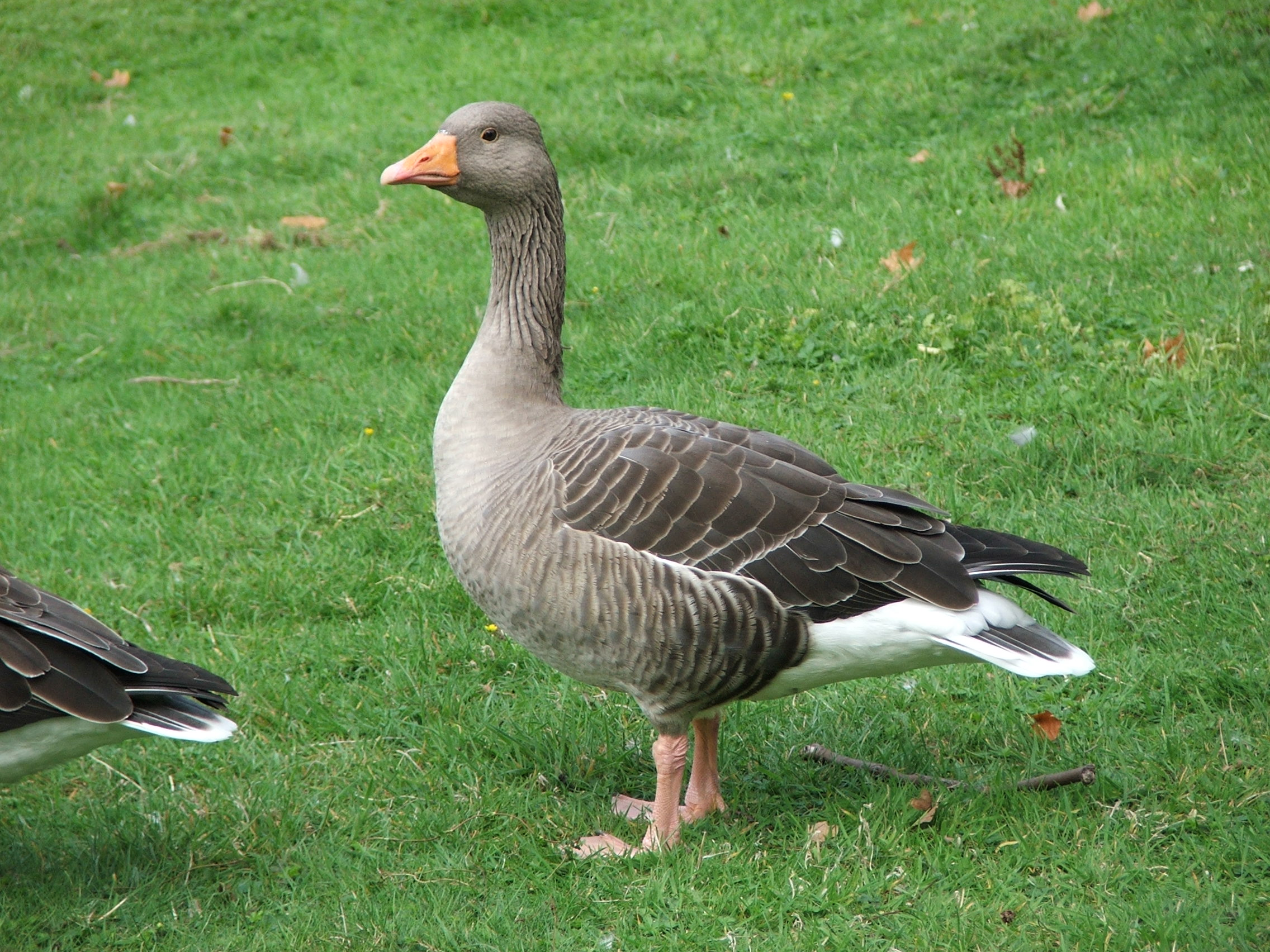
Серый гусь

Заповедник расположен на правобережье реки Свирь в нижнем её течении на территории Лодейнопольского района Ленинградской области. Граничит с Олонецким заказником. Площадь — 41, 4 тысячи гектаров, суша занимает 36 тысяч гектаров, остальное — акватория Свирской губы, Ладожского озера. Охранная зона в заповеднике отсутствует. В заповеднике имеется множество небольших лесных ручьёв и речек.
Примерно две тысячи лет назад здесь было Ладожское озеро. Последующее его отступление, смещение береговой линии привело к образованию грядового рельефа: появилось несколько береговых валов, расположенных параллельно друг другу на расстоянии десятков и сотен метров. Впоследствии древние береговые валы поросли лесом, а понижения между ними заболотились.
Продолжительность вегетационного периода со средними суточными температурами выше 5° равняется 160—164 дням.

## Флора и фауна
На территории заповедника зарегистрировано 256 видов птиц. На его территории встречаются 538 видов высших сосудистых растений. В фауне заповедника насчитывается 44 вида млекопитающих.
Леса здесь разных типов: в основном это сосняк с лишайниками, мхами и черникой, реже осинники, березняки и ольшаники.
Болота в заповеднике топкие, из растений господствуют осоки, сфагновые мхи, клюква, морошка. Заболоченные берега покрыты зарослями тростника, камыша, осок. На берегах Ладоги встречаются редкие для области виды, плаун заливаемый. Свирская губа известна зарослями водного многолетника — альдрованды.
Здесь водятся бурый медведь, лось, барсук, белка-летяга, выдра, бобр, рысь и другие звери, встречается росомаха. Очень богат птичий мир заповедника, в том числе и внесённые в Красную книгу России: орлан-белохвост, скопа, чёрный аист, филин, бородатая неясыть, глухарь, рябчик, тетерев, белая куропатка, серый журавль, выпь, кулик-травник. Весной и осенью сюда собираются тысячи перелётных птиц: лебедь-кликун и малый (тундровый) лебедь, разные виды гусей (серый, гуменник, белолобая казарка и другие), разнообразные виды куликов (кроншнеп, золотистая ржанка и другие), уток (речные и морские).
Из земноводных обычны серая жаба, травяная и остромордая лягушки, из пресмыкающихся — уж, гадюка, веретеница ломкая, прыткая и живородящая ящерицы.
Воды Ладоги населяет эндемик здешних мест — ладожская нерпа. Воды Свирской губы привлекают на нерест многих рыб. Здесь расположены крупные нерестилища щуки, леща, язя, судака, окуня, плотвы и других рыб. Здесь живут ценные рыбы: озёрный лосось, сиги, ряпушка, рипус, судак — таков перечень ценных рыб заповедника. Прочие рыбы — плотва, густера, лещ, окунь, ёрш, щука, налим, иногда встречаются озёрная форель, палия, сырть.